# Rio Virilla
Le Rio Virilla est une rivière du Costa Rica appartenant au versant Pacifique du pays. Il prend sa source dans la cordillère volcanique centrale et se déverse dans le Rio Grande de Tárcoles, lequel se jette dans l'océan Pacifique. Le bassin de la rivière Virilla est situé dans la vallée centrale du Costa Rica. Son tracé parcourt le nord de l'agglomération de la capitale San José. C'est l'un des bassins versants les plus importants du Costa Rica puisqu'il abrite les principales populations du pays. De ce fait, la plupart des eaux usées de la région métropolitaine s'y déversent, ce qui en fait l’un des fleuves les plus pollués du Costa Rica. Des comités se sont constitués pour lutter contre cette situation, et depuis 2013, un plan d’amélioration de l’environnement du bassin est en œuvre.

Quelques-uns des principaux affluents : les rios Tiribí, Pacacua, Jaris, Picagres.... 

## Histoire
À l'époque précolombienne, le bassin de la rivière Virilla était habité par des populations huetares autochtones. À l’arrivée des Espagnols au XVIe siècle, le cours du Rio Virilla constituait une frontière naturelle entre les royaumes Huetares des chefs autochtones Garabito et El Guarco.

À l'époque coloniale, la fertilité des sols irrigués par ce fleuve et ses affluents a permis la croissance de la culture du tabac, puis du café, principal moteur du commerce et du développement du pays aux XIXe et XXe siècles.

Le 28 octobre 1835, sur les rives de ce fleuve, se déroula la bataille décisive du Rio Virilla, qui permit la victoire des troupes de la ville de San José sur celles de Heredia, Alajuela et Cartago, dans le cadre de la Guerre de la Ligue, qui a consolidé San José en tant que capitale du pays.

Le développement urbain de ce bassin a donné naissance à la Grande Région métropolitaine, où vit et travaille actuellement la majorité de la population du pays.

L’un des faits tristement célèbres autour de cette rivière est un accident ferroviaire survenu le 14 mars 1926. 248 personnes sont mortes lorsque trois wagons ont déraillé en traversant le pont sur le canyon du Rio Virilla, à 3,8 km au nord-nord-ouest du centre de la ville de San José. C'est la pire tragédie ferroviaire de l'histoire du pays.